# 샤넬과 스트라빈스키
샤넬과 스트라빈스키는 2011년 8월 25일에 프랑스에서 개봉된 영화이다.

## 줄거리
1910년대 프랑스를 배경으로 코코 샤넬과 이고르 스트라빈스키의 실제 사랑 이야기를 영화로 그려낸 이야기다.

## 등장 인물

### 주인공
- 아나 무글라리스 : 코코 샤넬 역
- 마스 미켈센 : 이고르 스트라빈스키 역

### 그 외 인물
- 예레나 모로조바 : 카타리나 스트라빈스키 역
- 나타샤 린딘거 : 미시아 세르트 역
- 그리고니 마누코브 : 세르게 디아길레프 역
- 라디보제 부크빅
- 니콜라스 바데 : 어니스트 비옥스 역
- 애나톨 토브맨
- 에릭 데스마레스츠
- 캐서빈 다베니에 : 마리 역
- 올리비에 클라베리에 : 조제프 역
- 마렉 코사코브스키 : 바슬라브 니진스키 역
- 안톤 야코브레브 : 안톤 역
- 줄리 파렌크
- 에이미 레비
- 티나 스포토라로
- 미셀 룰
- 피에르 치디바르
- 사샤 비쿨로프
- 안 로랑
- 피에르 글레네

## 같이 보기
- 코코 샤넬 (2009년 영화)